# Qeqertarsuaqs kommun
Qeqertarsuaqs kommun var en kommun på Grönland fram till 1 januari 2009. Från detta datum ingår Qeqertarsuaq i den nya storkommunen Qaasuitsup. Qeqertarsuaq låg i amtet Kitaa. Huvudort var Qeqertarsuaq. Kommunen omfattade ön Disko och ögruppen Imerissut.